# Кош-Коргон (Ошская область)
Кош-Коргон (кирг. Кош-Коргон) — село в Узгенском районе Ошской области Кыргызстана. Входит в состав Баш-Дебенского аильного округа. Код СОАТЕ — 41706  255 808 03 0

## Население
По данным переписи 2023 года, в селе проживало 2 194 человек.